# アンドレアス・ヒンケル
アンドレアス・ヒンケル（Andreas Hinkel, 1982年3月26日 - ）は、西ドイツ・バーデン＝ヴュルテンベルク州バックナング出身の元サッカー選手。現サッカー指導者。現役時代のポジションはDF。ドイツ代表でもあった。

## 経歴

### クラブ
VfBシュトゥットガルトのユースチーム出身。同時期に元ドイツ代表ティモ・ヒルデブラント、ベラルーシ代表アレクサンドル・フレブらがいる。
その守備能力の高さとスピードを買われ、トップチーム昇格から3年、シュトゥットガルトの右サイドバックの座を掴み取り、ドイツ国内でも屈指のサイドバックに成長する。その安定したプレーからチーム内での信頼度は大きく、2003年、バイエルン・ミュンヘンから若きスター候補生・フィリップ・ラームがレンタル加入したときもその座を譲らなかった。（この移籍とポジション争いから、ラームは左サイドバックとしての才能を開花させることになった。）
2006-07シーズンからリーガ・エスパニョーラのセビージャFCに移籍したが、ブラジル代表・ダニエウ・アウヴェスの壁は厚く、ピッチに立つ機会は限られた。
出場機会を求め、2008年からセルティックに移籍。セルティックでは右サイドバックのレギュラーとして活躍したが、2010-11シーズンは韓国代表車ドゥリの後塵を拝し、ベンチを温める機会が増えた。契約満了に伴い、戦力外通告となり、退団。
2011年10月にSCフライブルクに移籍。5シーズンぶりにブンデスリーガへ復帰した。
2012年のシーズン終了でフライブルクを退団、そのまま現役を引退した。

### 代表
代表では最大のライバルと目されてきたヘルタ・ベルリンのアルネ・フリードリヒの後塵を拝し、ユルゲン・クリンスマン体制以降は長らく招集されていない。
2008年8月には3年ぶりに代表に招集を受けたものの、2009年に入ってからは、アンドレアス・ベック、ジェローム・ボアテングの台頭で招集されなくなった。

### 指導者
2013年よりVfBシュトゥットガルトのユースチームコーチに就任。2016年12月よりVfBシュトゥットガルトII（U-23）の監督に就任した。

## タイトル
クラブ
セビージャFC
- UEFAカップ 2005-2006, 2006-2007
- UEFAスーパーカップ 2006
- コパ・デル・レイ 2006-2007, 2009-2010
- スーペルコパ・デ・エスパーニャ 2007

セルティックFC
- スコティッシュ・プレミアリーグ 2008
- スコティッシュリーグカップ 2009